# Wygnanów (Sławno)
Pour les articles homonymes, voir Wygnanów.
Wygnanów (prononciation [vɨɡˈnanuf]) est un village de la gmina de Sławno, du powiat d'Opoczno, dans la voïvodie de Łódź, situé dans le centre de la Pologne.

## Administration
De 1975 à 1998, le village était attaché administrativement à l'ancienne voïvodie de Piotrków.

Depuis 1999, il fait partie de la nouvelle voïvodie de Łódź.